# Péronnelle de Thouars
Péronnelle de Thouars, née vers 1330 et morte le 30 octobre 1397 à Puybéliard est vicomtesse de Thouars et comtesse de Dreux. Elle est la fille de Louis Ier et de Jeanne II de Dreux.
Avec le décès de Péronnelle en 1397, 30e vicomtesse de Thouars, s'éteint la branche aînée de la première famille de Thouars qui a possédé la vicomté plus de cinq siècles. 

## Biographie
Elle épouse successivement en 1345 Amaury IV de Craon puis en 1376 Tristan Rouault de Boisménard, l'un et l'autre vicomte consort de Thouars. Amaury meurt en 1373 et Tristan meurt en 1396.
Amaury IV de Craon est seigneur de Craon, Sainte-Maure, Chantocé, Ingrande et Sablé.
Tristan Rouault de Boisménard est seigneur de l'Ile de Ré, de Marans et de Gamaches. C'est le fils d'André Ier Rouault de Boisménard et de Marie de Montfaucon.
Charles V cède Benon et ses dépendances à sa cousine Péronnelle de Thouars et à son époux Tristan Rouault, en échange des deux-tiers du comté de Dreux. Une lettre de Gilbert Hasté (châtelain et capitaine de Benon), déclare en exécution des deux lettres de Charles V du 28 août et 1er septembre 1378 avoir livré ledit château de Benon à Tristan, vicomte consort de Thouars. Ainsi enrichis, le couple fait de nombreux dons à l'église. Ils construisent notamment le couvent des Jacobins à Thouars.